# Browar w Szczytnie
Browar w Szczytnie – zabytkowy browar znajdujący się przy ul. Adama Mickiewicza 5 w Szczytnie.

## Opis
Budowa nowego browaru należącego do Fryderyka Dauma rozpoczęła się prawdopodobnie w 1895 i zakończyła w 1898. Zakład został zlokalizowany nad brzegiem jeziora, na działce przy skrzyżowaniu obecnych ulic Mickiewicza (dawniej Königsbergstrasse) i Bartna Strona (Beutnerstrasse). W jego najstarszej części, znajdującej się od strony tej drugiej ulicy, mieściły się warzelnia, lodownia i fermentownia, pod którą znajdowała się leżakownia. Architekt zastosował elementy historyzujące, nawiązujące do gotyku. 
Browar prowadził działalność pod firmą Schlossbrauerei Ortelsburg (Browar Zamkowy Szczytno). W 1906 Fryderyk Daum przekazał zarządzanie browarem jednemu ze swoich synów, Walterowi (zarządzał nim do śmierci w 1941).
Przed 1939 browar produkował ok. 75 hl piwa rocznie.
W czasie ofensywy Armii Czerwonej w 1945 browar został uszkodzony; spaliły się dachy nad magazynami i kotłownią
W grudniu 1946 browar przeszedł na własność Skarbu Państwa, co potwierdziło orzeczenie Ministra Przemysłu Rolnego i Spożywczego z 1949. Produkcję wznowiono w 1947. Do 1949 zakład należał do PSS „Społem”, w latach 1949–1950 do Oddziału Centralnego Zarządu Przemysłu Fermentacyjnego w Bydgoszczy, a od 1950 do Zakładów Piwowarskich w Olsztynie.
W 1963 w browarze wybudowano kotłownię, w 1967 nowy oddział fermentowni, w 1980 przebudowano halę rozlewu piwa i zainstalowano zakupioną w Czechosłowacji nową linię produkcyjną o wydajności 18 tys. butelek na godzinę.
W latach 1950–1980 browar produkował ok. 80 tys. hl piwa rocznie i zatrudniał ok. 70 osób. Od 1965 w zakładzie produkowano m.in. piwa jasne Warmińskie i Grunwaldzkie, od 1979 piwo Jurand. Sprzedawano je w województwach olsztyńskim i białostockim, a od 1975 w: olsztyńskim, łomżyńskim i ostrołęckim.
Browar w Szczytnie razem z browarami w Olsztynie i Biskupcu był częścią przedsiębiorstwa Browary Warmińsko-Mazurskie, które w 1991 zostało przekształcone w jednoosobową spółkę Skarbu Państwa a w 1992 sprywatyzowane. 
W 1996 zespół browaru został wpisany do rejestru zabytków.
W 2001 należąca do niemieckiej spółki dystrybucyjnej Drinks & Food Vertriebs GmbH spółka Tarpan Fabryka Likierów uruchomiła na terenie browaru produkcję wódek i likierów. W tym samym czasie z powodów ekonomicznych zakończono tam produkcję piwa.
W 2016 została spółka została zakupiona przez rodzinę Gromków. W 2019 nowi właściciele utworzyli spółkę akcyjną pod firmą Mazurska Manufaktura, która w tym samym roku rozpoczęła  w browarze produkcję wódki i nalewek kraftowych. 
W 2024 spółka wznowiła w browarze produkcję piwa.